# Incurviseta latifrons
Incurviseta latifrons är en tvåvingeart som beskrevs av Malloch 1927. Incurviseta latifrons ingår i släktet Incurviseta och familjen lövflugor. Inga underarter finns listade i Catalogue of Life.